# Sephisa dichroa
Espèce
Sephisa dichroa est un lépidoptère diurne de la famille des nymphalidés et de la sous-famille des apaturinés que l'on trouve en Asie. Cette espèce a été décrite par l'Autrichien Vincenz Kollar en 1844.

## Description
C'est un papillon de taille moyenne de 6 à 7 cm d'envergure. Il a un fond jaune orangé avec de nombreuses taches noires. La première paire d'ailes est triangulaire avec un bord courbe et concave; la seconde, plus arrondie.

## Répartition
Ce papillon se trouve dans l'Himalaya avec une extension au nord-ouest vers la Chine, le Primorié russe et la péninsule de Corée, ainsi qu'au nord de l'Inde et du Pakistan.

## Plantes-hôtes
La chenille se nourrit de feuilles de chêne, notamment de Quercus mongolica.